# Juan Bernier
Juan Bernier Luque (La Carlota, Córdoba, 1911-Córdoba, 1989) fue un escritor español, poeta, perteneciente al Grupo Cántico.

## Biografía
Durante la Guerra Civil escribió versos clandestinos denunciando las tempranas matanzas de las tropas golpistas en Marruecos, como consta en sus diarios personales, donde denuncia los fusilamientos de las tropas de Franco. En el otoño de 1936 sería movilizado por la fuerza. Fue cofundador de Ardor, en la que colaboraba Ricardo Molina, aunque se le conoce más como uno de los miembros fundadores (con Pablo García Baena y el citado Molina) de la revista de poesía Cántico en el año 1947, grupo con el que compartía la idea de otorgar la primacía a la estética antes que al «mensaje». Sus poemas se caracterizan por la riqueza expresiva y sensorial. Sostuvo una gran pasión por la arqueología y su amada ciudad de Córdoba. Escribió un duro Diario en donde se definía muy bien a sí mismo y descubría su faceta más desconocida, la de homosexual, así como el deseo de hacerla pública, lo que se frustró por el contexto de la Córdoba de entreguerras, que por una parte ensalzaba la labor de los autores de Cántico y, por otra, la repudiaba. Sin embargo, entregó en primicia para su edición a la revista de poesía "Antorcha de Paja" que los publicaría en su número 13-14 de marzo de 1980. Dicho diario fue entregado por Bernier aún en vida de este a su amigo Antonio Ramos Espejo, por entonces director de Diario Córdoba y éste transcribió algunos capítulos en el periódico.

## Obra
Sus principales obras son:
- Aquí en la tierra (1948)
- Una voz cualquiera (1959)
- Poesía en seis tiempos (1977)
- En el pozo del yo (1982)
- Los muertos (1986)
- Poesía completa (2011), Editorial Pre-Textos.
- Diario (2011), Editorial Pre-Textos.